# Pucangan (Ambal)
Pucangan is een bestuurslaag in het regentschap Kebumen van de provincie Midden-Java, Indonesië. Pucangan telt 1300 inwoners (volkstelling 2010).